# Barney Oldfield's Race for a Life
Barney Oldfield's Race for a Life és un curtmetratge mut del gènere slapstick dirigit per Mack Sennett i protagonitzat pel pioner de l'automobilisme Barney Oldfield, l'home més ràpid del seu temps, juntament amb Mabel Normand i el propi Sennett. Es considera una de les primeres pel·lícules en que la heroïna es lligada als rails de la via per tal que el tren li passi per sobre. Es va estrenar el 2 de juny de 1913.

## Argument
Mabel i Mack estan enamorats però hi ha un malvat que també està enamorat de Mabel. Quan aquest li reclama un petó només rep una plantofada i decideix venjar-se. Amb l'ajut de dos sequaços rapta Mabel i la lliga amb cadenes a la via del tren. Després es dirigeix a una estació on roba una màquina de tren. Un dels sequaços ha estat atonyinat perquè demanava més diners i, en revenja, avisa els policies i a Mack del que es disposa a fer. Mack aconsegueix l'ajut de Barney Oldfield, el famós pilot de carreres, i a tota velocitat es disposen a atrapar el tren i alliberar la noia. En el darrer instant ho aconsegueixen. El malvat, després de matar els cinc policies de la Keystone que el perseguien es suïcida escanyant-se a si mateix.

## Repartiment
- Mabel Normand (la noia)
- Mack Sennett (el noi)
- Ford Sterling (el malvat gelós)
- Hank Mann (còmplice del malvat)
- Barney Oldfield (ell mateix, corredor automobilístic)
- Al St. John (còmplice del malvat)
- Helen Holmes (noia parlant amb Oldfield a Picket Fence)
- Raymond Hatton
- William Hauber
- Els Keystone Cops